# Stiftung Rheinische Kulturlandschaft
Die Stiftung Rheinische Kulturlandschaft ist eine gemeinnützige Stiftung und führt Naturschutz gemeinsam mit Landwirten durch, indem sie produktionsintegrierte Naturschutzkonzepte entwickelt und umsetzt.

## Aufgaben und Ziele
Die Erhaltung der rheinischen Kulturlandschaften ist eng an die Landnutzung gebunden. Erst während der jahrhundertelangen Bewirtschaftung durch Landwirte haben sich die Kulturlandschaften und zusammen mit ihnen die biologische Vielfalt des Rheinlandes entwickeln können.
Die Naturschutzstiftung hat sich den Erhalt und die Förderung der Eigenart, Vielfalt und Schönheit der bäuerlich geprägten Kulturlandschaften sowie den Erhalt ihrer nachhaltigen Nutzungsfähigkeit und ihrer Biotop- und Artenvielfalt zur Aufgabe gemacht. In diesem Sinne führt sie Naturschutzprojekte durch, übernimmt die treuhänderische Verwaltung von Naturschutzflächen, unterstützt bei der Eingriffsregelung – von der Planung, über die Flächensuche und Maßnahmenumsetzung, bis zur dauerhaften Pflege bzw. Sicherung – erstellt Gutachten und hilft bei der Klärung von Forschungsfragen. Sie steht als Partner bei naturschutzfachlichen Fragen, z. B. von Land- und Forstwirten, Grundeigentümern, Städten und Gemeinden, zur Verfügung.
Außerdem führt sie Öffentlichkeits- und Aufklärungsarbeit zum Thema Naturschutz durch Nutzung durch.
Im Rahmen der Eingriffsregelung und des Artenschutzrechtes setzt sich die Stiftung für produktionsintegrierte Kompensationsmaßnahmen ein. Diese werden unter dem Motto Naturschutz mit der Landwirtschaft gemeinsam mit Landwirten durchgeführt, sodass landwirtschaftliche Flächen in der Nutzung bleiben, gleichzeitig aber Naturschutzmaßnahmen für Arten offenen Feldflur durchgeführt werden können.

## Gründung
Im Jahr 2003 wurde die Stiftung vom Rheinischen Landwirtschafts-Verband in Zusammenarbeit mit der Landwirtschaftskammer Nordrhein-Westfalen gegründet und ist in den Regierungsbezirken Köln und Düsseldorf tätig.
Die Idee der Stiftung geht maßgeblich auf das Bördeprojekt zurück. Dieses Projekt wurde von der Deutschen Bundesstiftung Umwelt (DBU) und vom Deutschen Bauernverband (DBV) getragen.

## Partnerorganisationen
- FlächenAgentur Rheinland
- Rheinischer Landwirtschafts-Verband
- Landwirtschaftskammer NRW